# Palmer Lake
Palmer Lake är en ort i El Paso County, Colorado, USA.